# Michiel van Bokhoven
Michiel van Bokhoven (Nieuwkuijk, 10 februari 1852 – 's-Hertogenbosch, 24 augustus 1929) was een Nederlands beeldhouwer.

## Leven en werk
Van Bokhoven was een zoon van Marinus van Bokhoven en Anna Catharina van Opzeeland. Hij werd opgeleid aan de Koninklijke School voor Nuttige en Beeldende Kunsten in Den Bosch onder Antonius Nazarius Sopers en Jean Theodore Stracké. Van Bokhoven won tussen 1873 en 1877 zes medailles voor proportiestudies en anatomietekenen en het boetseren van naaktmodellen. Hij werkte als leerling op de ateliers van beeldhouwers als Hendrik van der Geld en Willem Molkenboer.
Hij startte rond 1885 een eigen atelier aan de Kerkstraat in 's-Hertogenbosch. Na het overlijden van zijn zwager Antoon Goossens in 1896 nam hij het atelier Goossens op het St. Janskerkhof over, dat in 1846 het eerste atelier voor kerkelijke kunst in de stad was. Later nam hij ook steenhouwerij J. Bolsius over. In 1904 werd Henri Jonkers eerste gezel bij Van Bokhoven. In 1918 ging het tweetal een compagnonschap aan onder de naam Atelier Van Bokhoven en Jonkers. In 1923 trok Van Bokhoven zich terug uit de zaak en werd hij opgevolgd door zijn zoon Anton. Hij overleed zes jaar later.

## Werken (selectie)
- Jozefbeeld (1886) voor de Sint-Servatiuskerk in Westerhoven
- Portretmedaillon (1891) voor het grafmonument van P.J. van Paesschen op begraafplaats Orthen
- Twee heiligen en een Christusbeeld (1894-1895) voor de gevel van de Martelaren van Gorkumkerk in Kaatsheuvel
- Grafmonument van de familie Van der Aa (1901), Nieuwkuijk
- Grafmonument van W.P.A. Mutsaers (1908), Tilburg
- Standbeeld van Martinus van Beek (1915), Sint-Michielsgestel

## Afbeeldingen

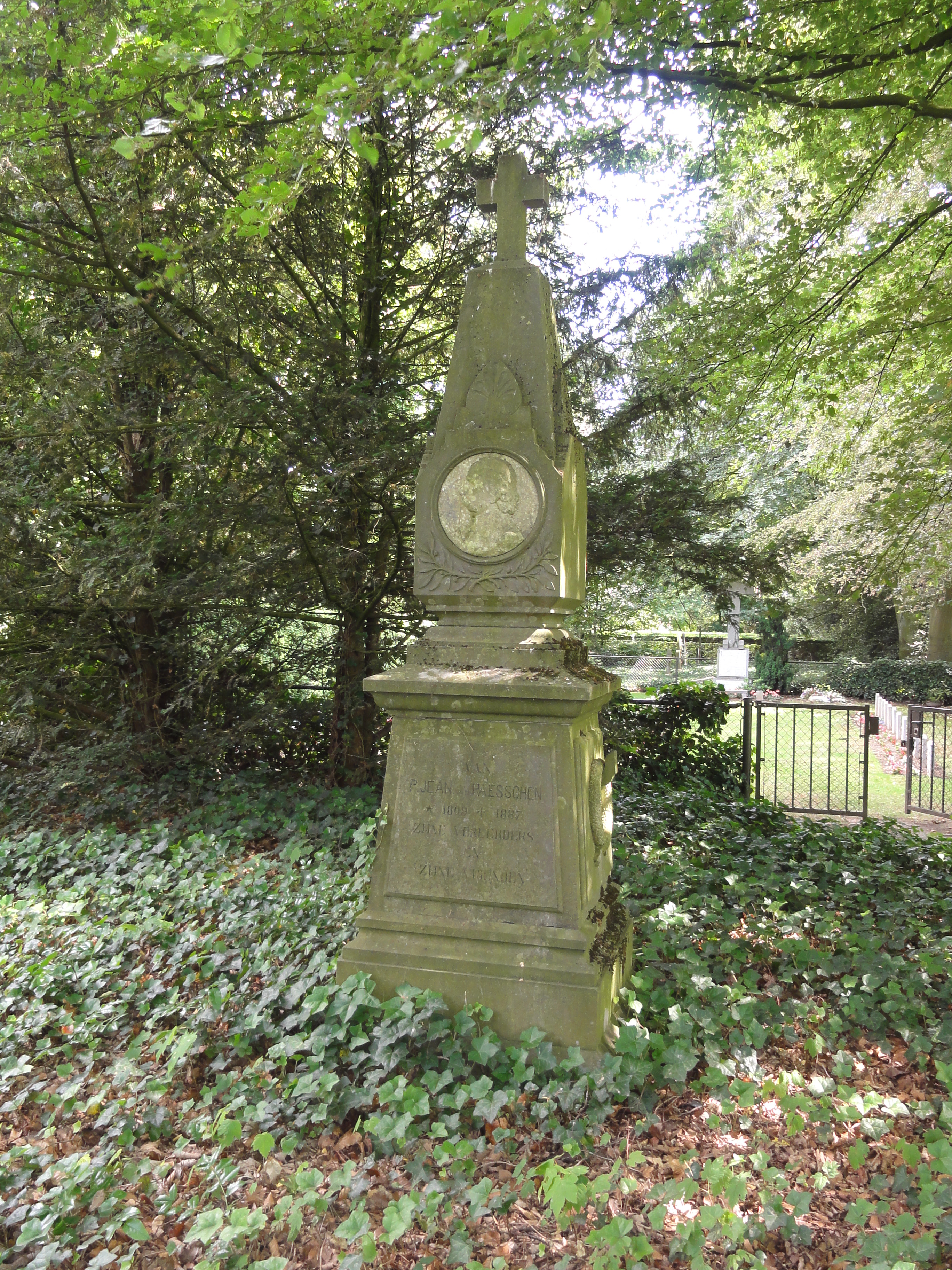
portretmedaillon Van Paesschen
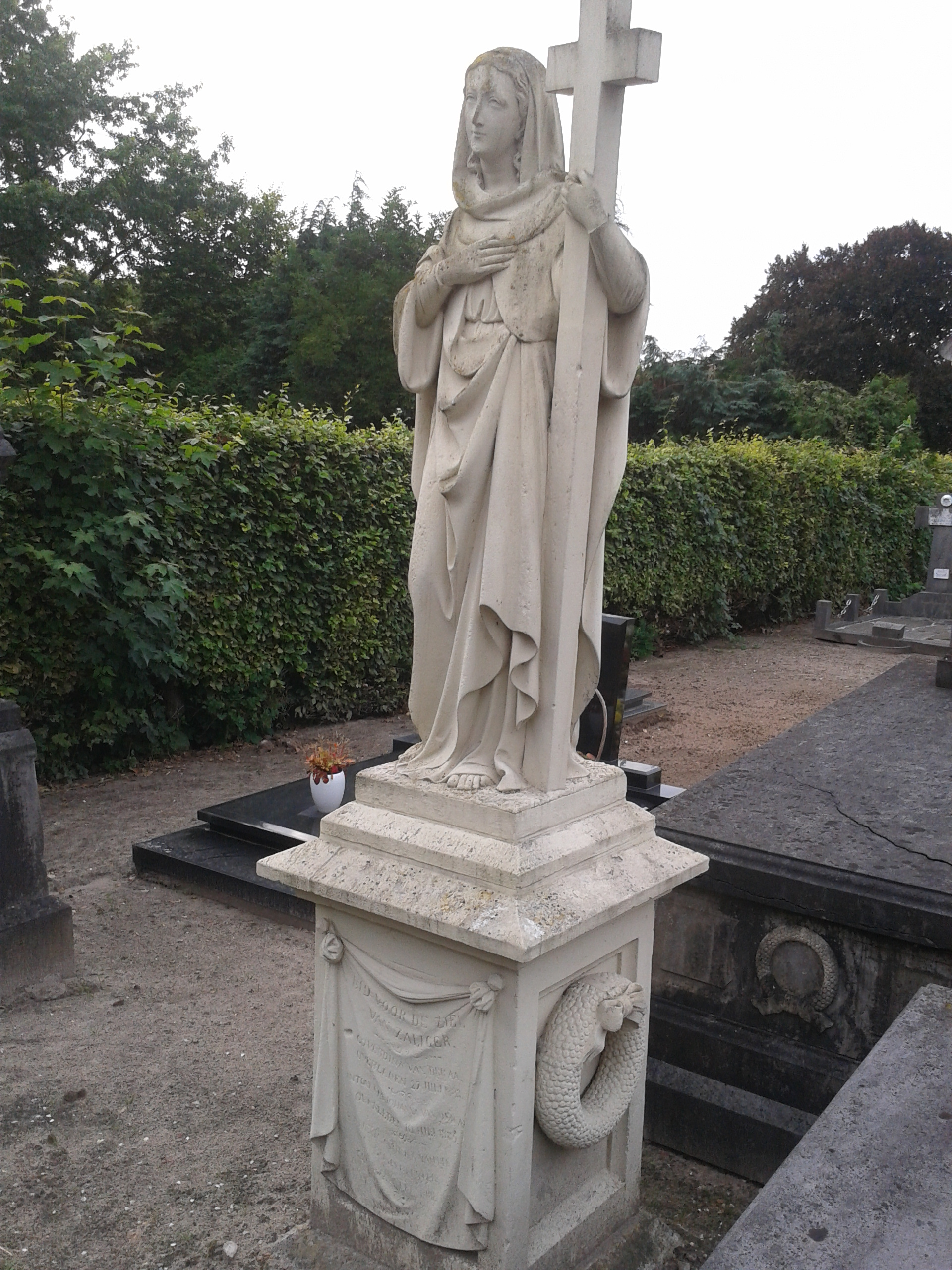
grafmonument van de familie Van der Aa
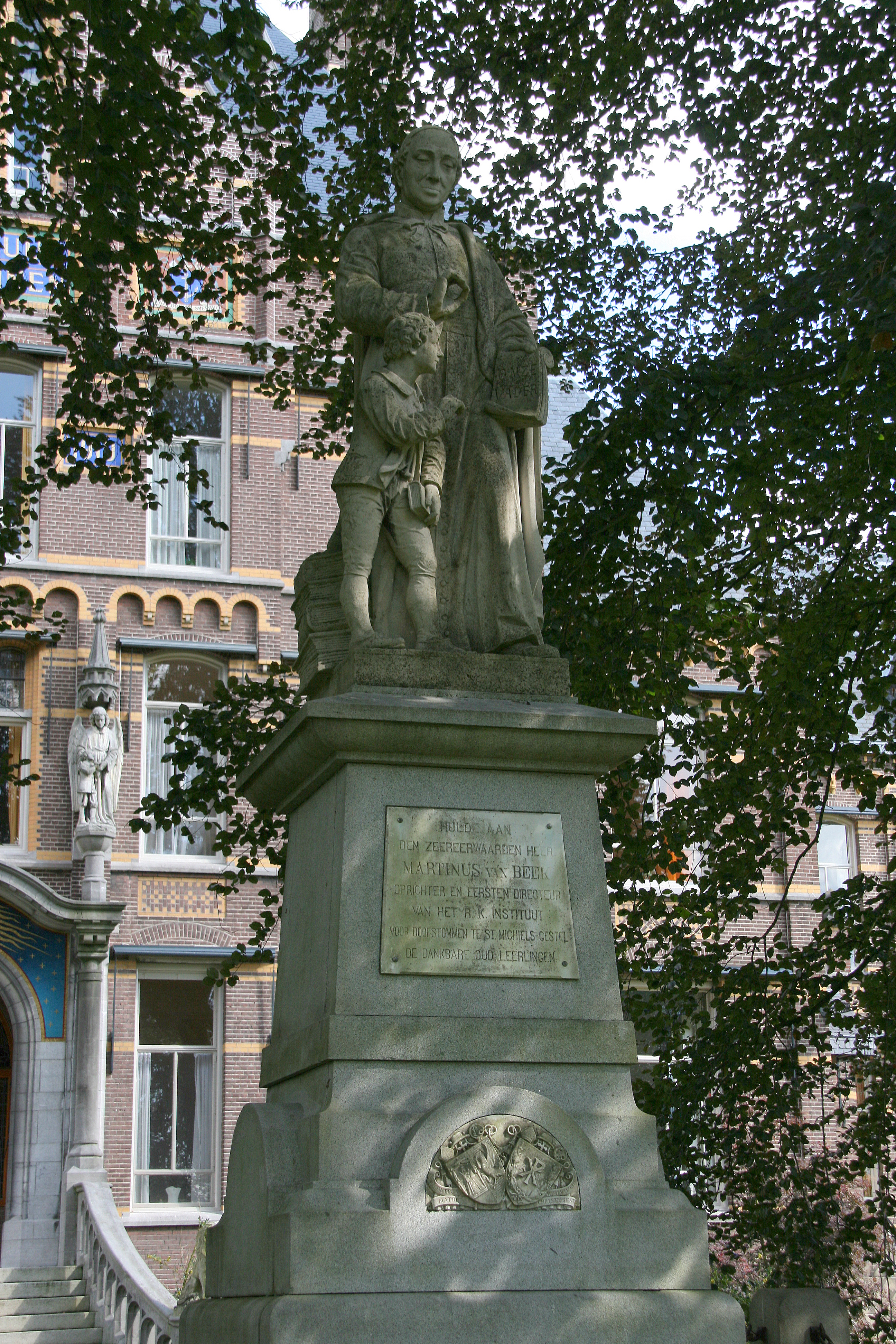
standbeeld van Martinus van Beek

- Biografisch Portaal: 60305073
- RKD-Nederlands Instituut voor Kunstgeschiedenis: 10066
- Virtual International Authority File: 5684167202607267930003